# Сухой Несветай
Сухо́й Несвета́й — река в России, протекает по Ростовской области. Устье реки находится в 72 км по левому берегу реки Тузлов. Длина реки составляет 31 км, площадь водосборного бассейна 235 км².

## Данные водного реестра
По данным государственного водного реестра России относится к Донскому бассейновому округу, водохозяйственный участок реки — Дон от впадения реки Северский Донец и до устья, без рек Сал и Маныч, речной подбассейн реки — бассейн притоков Дона ниже впадения Северского Донца. Речной бассейн реки — Дон (российская часть бассейна).
Код объекта в государственном водном реестре — 05010500912107000016154.